# Kokosovo ulje
Kokosovo ulje preša se iz kopre (sušena mesa kokosovog oraha), kokosove palme (Cocos nucifera). Masne kiseline dobivene hidrolizom sadrže pretežno manje od 16 ugljikovih atoma.

U SAD (USA) se uvozi najviše iz Filipina. Svjetska proizvodnja veća je od proizvodnje bilo koje druge biljne masti ili ulja.
| Jodni broj i broj osapunjenja masti i ulja |        |
| ------------------------------------------ | ------ |
| Broj saponifikacije                        | 250-60 |
| Jodni broj                                 | 8-10   |

| Sastav masnih kiselina (%) |                                                          |
| -------------------------- | -------------------------------------------------------- |
| Miristinska                | 17-20                                                    |
| Palmitinska                | 4 - 10                                                   |
| Stearinska                 | 1 -5                                                     |
| Oleinska                   | 2-10                                                     |
| Linolna                    | 0-2                                                      |
| Drugi spojevi              | 5-10 kapilarne, 5-11 kaprinske, 45-51 laurinske kiseline |